# Colby Armstrong
Colby Joseph Armstrong, född 23 november 1982 i Lloydminster, Saskatchewan, är en kanadensisk professionell ishockeyspelare som senast spelade för Växjö Lakers i SHL.
Armstrong valdes som 21:e spelare totalt i NHL-draften 2001 av Pittsburgh Penguins.

## Statistik

### Klubbkarriär
| 1998–99 | Saskatoon Blazers              | SMHL | 33  | 21 | 19  | 40  | 103 | –  | – | –  | –  | –  |
| 1998–99 | Red Deer Rebels                | WHL  | 1   | 0  | 1   | 1   | 0   | –  | – | –  | –  | –  |
| 1999–00 | Red Deer Rebels                | WHL  | 68  | 13 | 25  | 38  | 122 | 2  | 0 | 1  | 1  | 11 |
| 2000–01 | Red Deer Rebels                | WHL  | 72  | 36 | 42  | 78  | 156 | 21 | 6 | 6  | 12 | 29 |
| 2001–02 | Red Deer Rebels                | WHL  | 64  | 27 | 41  | 68  | 115 | 23 | 6 | 10 | 16 | 22 |
| 2002–03 | Wilkes-Barre/Scranton Penguins | AHL  | 73  | 7  | 11  | 18  | 76  | 3  | 0 | 0  | 0  | 4  |
| 2003–04 | Wilkes-Barre/Scranton Penguins | AHL  | 67  | 10 | 17  | 27  | 71  | 24 | 3 | 1  | 4  | 45 |
| 2004–05 | Wilkes-Barre/Scranton Penguins | AHL  | 80  | 18 | 37  | 55  | 89  | 10 | 4 | 2  | 6  | 14 |
| 2005–06 | Pittsburgh Penguins            | NHL  | 47  | 16 | 24  | 40  | 58  | –  | – | –  | –  | –  |
| 2005–06 | Wilkes-Barre/Scranton Penguins | AHL  | 31  | 11 | 18  | 29  | 44  | –  | – | –  | –  | –  |
| 2006–07 | Pittsburgh Penguins            | NHL  | 80  | 12 | 22  | 34  | 67  | 5  | 0 | 1  | 1  | 11 |
| 2007–08 | Pittsburgh Penguins            | NHL  | 54  | 9  | 15  | 24  | 50  | –  | – | –  | –  | –  |
| 2007–08 | Atlanta Thrashers              | NHL  | 18  | 4  | 7   | 11  | 6   | –  | – | –  | –  | –  |
| 2008–09 | Atlanta Thrashers              | NHL  | 82  | 22 | 18  | 40  | 75  | –  | – | –  | –  | –  |
| 2009–10 | Atlanta Thrashers              | NHL  | 79  | 15 | 14  | 29  | 61  | –  | – | –  | –  | –  |
| 2010–11 | Toronto Maple Leafs            | NHL  | 50  | 8  | 15  | 23  | 61  | —  | — | —  | —  | —  |
| 2011–12 | Toronto Maple Leafs            | NHL  | 29  | 1  | 2   | 3   | 9   | —  | — | —  | —  | —  |
| 2012–13 | Montreal Canadiens             | NHL  | 37  | 2  | 3   | 5   | 12  | 4  | 0 | 0  | 0  | 15 |
|         | NHL totalt                     |      | 476 | 89 | 120 | 209 | 376 | 9  | 0 | 1  | 1  | 26 |